# Lijst van bekende Limburgers (België)
Er zijn verscheidene bekende personen die Belgisch Limburg als geboorteplaats of als woon- en werkplaats hebben. Onderstaand artikel geeft een niet-exhaustieve opsomming naar categorie.

## Politici
- Wouter Beke: politicus bij CD&V
- Ivo Belet: politicus bij CD&V
- Frieda Brepoels: politicus bij CD&V
- Willy Claes: politicus bij sp.a
- Zuhal Demir: politica bij N-VA
- Patrick Dewael: politicus bij Open Vld
- Caroline Gennez: politicus bij sp.a
- Jan Jambon: politicus bij N-VA
- Chris Janssens: politicus bij Vlaams Belang
- Marino Keulen: politicus bij Open Vld
- Meryame Kitir: politica bij sp.a
- Ingrid Lieten: politica bij sp.a
- Lydia Peeters: politica bij Open Vld
- Jan Peumans: politicus bij N-VA
- Herman Reynders: politicus bij sp.a
- Gwendolyn Rutten: politica bij Open Vld
- Johan Sauwens: politicus bij CD&V
- Steve Stevaert: politicus bij sp.a
- Steven Vandeput: politicus bij N-VA
- Jo Vandeurzen: politicus bij CD&V
- Peter Vanvelthoven: politicus bij sp.a

## Sporters
- Ruben Bemelmans: tennis
- Vital Borkelmans: voetbal
- Luca Brecel: snooker
- Nico Claesen: voetbal
- Kim Clijsters: tennis
- Lei Clijsters: voetbal
- Thibaut Courtois: voetbal
- Nina Derwael: gymnastiek
- Stefan Everts: motorcross
- Eric Gerets: voetbal
- Serge Gumienny: voetbalscheidsrechter
- Tia Hellebaut: atletiek
- Peter Maes: voetbal
- Elise Mertens: tennis
- Simon Mignolet: voetbal
- Divock Origi: voetbal
- Pieter Timmers: zwemmer
- Peter Van Houdt: voetbal
- René Vandereycken: voetbal
- Max Verstappen: autocoureur
- Kristof Vliegen: tennis
- Jelle Vossen: voetbal
- Luc Wouters: voetbalscheidsrechter
- Tim Wellens: wielrenner
- Filip Dewulf: tennis
- Jasper Philipsen: wielrenner
- Wouter Vrancken: voetbal
- Stijn Vreven: voetbal
- Luc Nilis: voetbal

## Schrijvers en Tekenaars
- Conrad Detrez: schrijver
- Kim Duchateau: striptekenaar
- Ed Franck: jeugdauteur
- Arnold Sauwen: dichter
- Wim Swerts: striptekenaar

## Acteurs en Regisseurs
- Stijn Coninx: regisseur
- Kris Cuppens: acteur
- Michaël R. Roskam: regisseur
- Matteo Simoni: acteur
- Leah Thys: actrice

- Lennart Lemmens: acteur
- Gunter Reniers: acteur
- Stef Poelmans: acteur en presentator
- Frank Van Erum: acteur
- Andrea Croonenberghs: actrice en presentatrice
- Bert Cosemans: acteur
- Joke Emmers: actrice
- Charlotte Timmers: actrice

## Cultuurdragers
- Marc Laenen: conservator Bokrijk

## Muzikanten
- Faisal Chatar: dj
- Koen Buyse: zanger
- Rocco Granata: zanger
- Pat Krimson: dj en muziekproducer
- Mario Goossens: drummer
- Stijn Meuris: zanger
- Regi Penxten: dj en muziekproducer
- Belle Pérez: zangeres
- Axelle Red: zangeres
- Kate Ryan: zangeres
- Salim Seghers: zanger
- Dirk Swartenbroekx: dj en muziekproducer
- Piet Swerts: componist
- Dana Winner: zangeres

## Modewereld
- Stijn Helsen: ontwerper
- Raf Simons: ontwerper
- Nicky Vankets: ontwerper
- Hannelore Knuts: topmodel
- Jani Kazaltzis: stylist
- Martin Margiela: ontwerper

## Kunstenaars
- Guy Bleus: kunstenaar
- Fred Eerdekens: kunstenaar
- Willo Gonnissen: kunstenaar
- Herman Maes: kunstenaar
- Hubert van Eyck: kunstschilder
- Jan van Eyck: kunstschilder
- Koen Vanmechelen: kunstenaar

## Mediafiguren
- Luc Appermont: tv-presentator
- Bjorn Verhoeven: radio-presentator
- Anke Buckinx: radio-presentatrice
- Gerty Christoffels: tv-presentatrice
- Tom Coninx: sportjournalist
- Andrea Croonenberghs: tv-presentatrice
- Hanne Decoutere: nieuwsanker
- Jos Ghysen: nieuwsanker
- Greet Op de Beeck: presentatrice en journaliste
- Vera Mann: zangeres, actrice, musicalster
- Heidi Lenaerts: presentatrice
- Hanne Troonbeeckx: tv-presentatrice
- Marcel Vanthilt: tv-presentator
- Frieda Van Wijck: tv-presentatrice
- Jos Ghysen: radio- en televisiepresentator
- Stef Wijnants: sportjournalist
- Stef Poelmans: tv-presentator

## Historische figuren
- Ambiorix: koning der Eburonen
- Robert Cailliau: een van de grondleggers van het wereldwijde web
- Henry Du Mont: componist, kapelmeester van Lodewijk XIV
- Lodewijk Heyligen: componist, kapelmeester
- Francis Rombouts burgemeester van New York
- Willem II van der Marck Lumey: aanvoerder van de Geuzen in de Nederlandse oorlogen
- Hendrik van Veldeke: eerste volkstalige schrijver van de Lage Landen die we bij naam kennen.
- Govaert Wendelen: astronoom